# Microregione di Brejo Paraibano
Brejo Paraibano è una microregione dello Stato di Paraíba in Brasile, appartenente alla mesoregione di Agreste Paraibano.

## Comuni
Comprende 8 comuni:
- Alagoa Grande
- Alagoa Nova
- Areia
- Bananeiras
- Borborema
- Matinhas
- Pilões
- Serraria